# Пандольфини, Франческо
Франческо Пандольфини (итал. Francesco Pandolfini; 22 ноября 1833, Термини Имерезе — 15 февраля 1916, Милан) — был итальянским баритоном, который принадлежал один из лучших баритонов конца девятнадцатого века. Отец певицы Анджелики Пандольфини.
Учился во Флоренции у Луиджи Ваннуччини и Джорджо Ронкони. Дебютировал на сцене в 1859 г. в Пизе, затем пел в театрах Генуи, Турина, Рима, Монте-Карло, в миланской Ла Скала, лондонском Ковент-Гардене, неаполитанском Сан-Карло. В 1871 г. исполнил партию Амонасро в итальянской премьере «Аиды» Верди, в 1874 г. — партию князя Арнольдо в премьере оперы Понкьелли «Литовцы». Пел также Альфонса в «Фаворитке» и Северо в «Полиевкте» Доницетти, Риголетто в одноимённой опере Верди, Дона Карлоса в его же «Эрнани», Нелюско в «Африканке» Мейербера, Рикардо в «Пуританах» Беллини и др. 
В 1877 году в Париже принял участие   в премьере оперы « Zilia o odio et amore» кубинского композитора Гаспара Вильяте-и-Монтес вместе с Энрико Тамберликом  , Нанетой и  с Еленой Арманди Николаса Санс  Мартинес де Аризала. 
При прощальном выступлении в 1890 г. в Риме исполнил партию Альфио в «Сельской чести» Масканьи.